# نشوة الرويني
نشوة الرويني (2 ديسمبر 1972 -)، إعلامية مصرية. حاصلة على الجنسية الإماراتية

## حياتها
ولدت في مصر، لأب من الغربية وأم من الأسكندرية، إنتقلت إلى قطر في طفولتها بحكم عمل والدها هناك، أنهت دراستها الثانوية وعادت إلى القاهرة لدراسة الطب لكنها لم تبقى سوى خمسة عشر يوما لتعود إلى قطر بناء على رغبة والدها لكي تبقى قريبة من عائلتها
درست الأدب الإنجليزي في جامعة قطر، واستكملت دراساتها العليا في مجال السياسة من جامعة كمبردج لتنتقل إلى جامعة لندن وكان موضوع الرّسالة في الماجستير حول السياسة الخارجيّة لإيران في منطقة الخليج، ثمّ أكملت الرحلة بالحصول على درجة الدكتوراه عن موضوع الخطابة في الإسلام وحاصلة على الدكتوراة في إدارة الأعمال الفخرية من أكسفورد

## مشوارها المهني
بدأت مشوارها الإعلامي في سن السادسة عشر عندما شاهدت إعلانا لتلفزيون قطر يطلب فيه مذيعين ومذيعات عملت كقارئة أخبار باللغة الإنجليزيّة، كما قدمت برنامجا إذاعيا لمدة ثلاث ساعات على الهواء مباشرة في إذاعة قطر،
عام 1995 انتقلت إلى قناة أم بي سي في لندن بعدما تلقت عرضا من المحطة وعملت مذيعة وعينت مدير إقليمي في البرمجة، ومن ثم رئيسة المجموعة للتطوير في المحطة وتولت عدة مهام منها رئاسة مجموعة (إم بي سي) في مصر وشمال أفريقيا، ومتابعة برنامج (من سيربح المليون) والعمل على تنفيذه في مصر بدلا من لندن وغادرتها عام 2004 للتفرغ لمشروعها الخاص عندما أسست شركة بيراميديا للاستشارات والإنتاج الإعلامي التي تترأسها
إنتقلت للعمل في تلفزيون دبي ثم قناة أبوظبي في برنامج شاعر المليون. ترأست مهرجان الشرق الأوسط السينمائي الدولي (أبو ظبي عام 2008)

### النشاط الإنساني
قامت بتأسيس (جمعية نشوة الخيرية) التي ساهمت بالعديد من المشروعات الخيرية في الوطن العربي عبر المراسلات التي يتلقاها برنامجها (نشوة)

## البرامج التي قدمتها
| البرنامج                   | عرض على     | العام |
| -------------------------- | ----------- | ----- |
| (نشرة الأخبار بالإنجليزية) | تلفزيون قطر |       |
| (صباح الخير يا عرب)        | إم بي سي    |       |
| (غلطة بورطة)               | إم بي سي    |       |
| (جوائز على الهواء)         | إم بي سي    |       |
| (سهرة مع فنّان)             | إم بي سي    |       |
| (بصراحة مع نشوة)           | إم بي سي    |       |
| (حوار صريح)                | إم بي سي    |       |
| (كلام نواعم)               | إم بي سي    |       |
| (نشوة)                     | تلفزيون دبي |       |

برنامج الوان  تلفزيون قطر عام ١٩٩٠

## الجوائز
- أفضل مذيعة خلال إحدى عشر سنة متتالية (1995-2006)
- لبنان: اختارها تليفزيون المستقبل اللبناني كأفضل مذيعة عربية عام 1999
- حصلت على جائزة أفضل برنامج مسابقات عن برنامجها «وايب أوت» عام 1999
- مصر: حصلت على جائزة أفضل فيلم تسجيلي هو «أخت القمر» عام 2002 من الأهرام العربي
- فرنسا: حصلت على جائزة مهرجان كان الدولي لأحسن فيلم وثائقي عام 2003
- الإمارات العربية المتحدة: جائزة الأم تيريزا للعدالة الاجتماعية لعام 2018، [7]
- جائزة «أفضل الاستشارات الإعلامية 2021»، المقدمة من مجلة "International Business Magazine" لثلاثة أعوام متتالية[8]
- صنفت ضمن قائمة أفضل 100 سيدة أعمال في العالم العربي من قبل مجلة فوربس الشرق الأوسط، وذلك لإنجازاتها المتميزة على مستوى إدارة الإعمال والمشاريع في الشرق الأوسط،2013,2019,2021،2005,2008,2012 .[9]